# Steven Hawley
Steven Alan Hawley (Ottawa (Kansas), 12 dicembre 1951) è un ex astronauta e ricercatore statunitense.
È un veterano dei voli spaziali, con 5 missioni dello Space Shuttle all'attivo, come specialista di missione.